# Nototodarus
Nototodarus Pfeffer, 1912 è un genere di molluschi cefalopodi dell'ordine Oegopsida. Sono presenti nelle acque tropicali, subtropicali e temperate dell'Oceano Indiano e Pacifico.

## Descrizione
I membri del genere Nototodarus sono calamari di medie dimensioni: la lunghezza massima del mantello registrata è di circa 42 cm. Non possiedono fotofori in nessuno stadio vitale.
L'estremità della clava tentacolare presenta 4 file di piccole ventose. Le ventose mediali più grandi sulla clava tentacolare hanno uncini di uguali dimensioni, o un uncino appuntito più grande degli altri denti (N. hawaiiensis). Entrambe le braccia ventrali sono ectocotilizzate, con il braccio destro modificato completamente e il braccio sinistro parzialmente.
Le pinne sono romboidali e la loro lunghezza varia tra il 36 e il 50% della lunghezza del mantello. L'angolo della pinna è compreso tra 40° e 57°. I coni del gladio sono relativamente strette, con deboli pieghe radiali nella parte anteriore.

## Biologia
Le specie di Nototodarus comprendono popolazioni importanti nella zona limite della piattaforma continentale, dove ricche riserve alimentari sono create dalle correnti e da vortici. I giovani esemplari del genere si radunano stagionalmente sulla piattaforma continentale in grandi banchi, nutrendosi delle ricche riserve alimentari per favorire la crescita e la maturazione.
Le specie di Nototodarus costituiscono una parte significativa della dieta del cogia di De Blainville (Kogia breviceps) arenati sulle coste della Nuova Zelanda.
I globicefali dalle pinne lunghe in Nuova Zelanda si nutrono esclusivamente di cefalopodi, tra cui predominano le specie di Nototodarus.

## Tassonomia
Il genere comprende le seguenti specie:
- Nototodarus gouldi McCoy, 1888
- Nototodarus hawaiiensis S. S. Berry, 1912
- Nototodarus sloanii Gray, 1849